# Agromyza myosotidis
Agromyza myosotidis är en tvåvingeart som beskrevs av Johann Heinrich Kaltenbach 1864. Agromyza myosotidis ingår i släktet Agromyza och familjen minerarflugor.
Artens utbredningsområde är Tyskland. Arten är reproducerande i Sverige. Inga underarter finns listade i Catalogue of Life.